# Chart Attack
Chart Attack (lett. "attacco alla classifica") è una raccolta di videogiochi pubblicata nel 1991 per gli home computer Amiga, Amstrad CPC, Atari ST, Commodore 64 e ZX Spectrum dalla Gremlin Graphics. Contiene 4-5 giochi di successo già pubblicati in precedenza dalla Gremlin o in qualche caso da altri editori. I titoli differiscono in parte a seconda dell'edizione, soprattutto tra quelle per computer a 8 bit (C64, CPC, Spectrum) e quelle per computer a 16 bit (Amiga, ST); queste ultime contengono 4 giochi anziché 5, di cui solo 2 in comune con le altre.

## Videogiochi
I giochi di Chart Attack non hanno collegamenti tra loro e formano un assortimento di vari generi, tra cui guida, piattaforme e sparatutto.
Contenuto della raccolta per Amstrad CPC, Commodore 64 e ZX Spectrum:
- Ghouls 'n Ghosts
- Impossamole, sostituito da Switchblade solo nell'edizione francese (intitolata Les collectors) per Amstrad CPC[1]
- Lotus Esprit Turbo Challenge
- Shadow of the Beast, sostituito da Cloud Kingdoms su Commodore 64
- Super Cars

Contenuto della raccolta per Amiga e Atari ST:
- Ghouls 'n Ghosts
- James Pond
- Lotus Esprit Turbo Challenge
- Venus: The Flytrap

## Accoglienza
Chart Attack offriva giochi ben assortiti per tutti i gusti e ricevette buoni giudizi dalla critica europea in tutte le versioni. Tutti o quasi i titoli contenuti erano considerati più o meno buoni dalla stampa. 
A volte furono ritenuti i più deboli della raccolta Impossamole su ZX Spectrum e Venus: The Flytrap su Amiga/ST, mentre qualche raro giudizio proprio negativo andò a Super Cars per Commodore 64 e Ghouls 'n Ghosts per Amstrad CPC.
Nel complesso comunque la raccolta ricevette un titolo di Megagame da Your Sinclair (ZX Spectrum) e molti voti equivalenti a 80%-90% nelle versioni a 8 bit oppure intorno all'80% sui 16 bit.